# Ralph Hansch
Ralph Lawrence Hansch (né le 20 mai 1924 à Edmonton, mort le 29 février 2008 dans la même ville) est un joueur canadien de hockey sur glace.

## Carrière
Ralph Hansch grandit à Edmonton. Il joue pour l'Edmonton E.A.C. et les Canadiens d'Edmonton pendant la saison 1943-1944. Pendant la saison 1947-1948, il joue sporadiquement dans l'Edmonton City Intermediate B League avec Cloverdale. Il est de retour en gardant les cages des Maroons de Camrose de 1948 à 1950 puis les Flyers d'Edmonton. Il rejoint les Mercurys d'Edmonton quelques mois seulement avant les Jeux olympiques d'hiver de 1952.
En juillet 1951, le président de l'Association canadienne de hockey amateur, Doug Grimston, annonça que les Mercurys représenteront le Canada au hockey sur glace aux Jeux olympiques de 1952 à Oslo. L'équipe parcourt l'Europe pendant trois mois, jouant une cinquantaine de matchs et remportant la première Coupe Ahearne. Le Canada devient champion olympique. Hansch joue le match contre la Tchécoslovaquie, remporté 4 buts à 1, où il effectue 21 arrêts.
Pendant la tournée européenne, il porte le numéro 0. Lorsqu'on affirme que ce numéro ne peut pas être porté lors des compétitions olympiques, Hansch répond qu'il ne jouera pas s'il ne peut pas porter son numéro, les Mercurys soutiennent leur gardien de but, déclarant aussi qu'ils se retireraient du tournoi si leur gardien ne peut pas porter son numéro. Le comité olympique cède finalement. Le numéro sera ensuite retiré. Hansch est ainsi le seul joueur de hockey sur glace à porter le numéro 0 aux Jeux Olympiques.
Après les Jeux d'hiver, il met fin à sa carrière de hockey sur glace et se consacre à une carrière de pompier qu'il commença le 6 avril 1949 et prend sa retraite le 19 mai 1984.
Ralph Hansch pratiqua d'autres sports : il est un excellent bloqueur au baseball et bon au curling et au golf.
Son fils Randy deviendra gardien et est drafté en NHL par les Red Wings de Détroit en 1984, mais ne jouera jamais dans l'élite. Il sera plus tard manager des Oil Kings d'Edmonton.
En tant que membre de l'équipe olympique, Raph Hansch fut intronisé au Panthéon et Musée des sports de l'Alberta en 1968 et au Temple de la renommée olympique du Canada en 2002.